# San Dimas Stage Race
La San Dimas Stage Race és una competició ciclista per etapes que es disputa al mes de març per Muntanyes de Sant Gabriel al Sud de Califòrnia. La primera edició es disputà el 2000 amb el nom de Pomona Valley Stage Race. També es disputa una cursa femenina.

## Palmarès masculí
| Any                      | Vencedor            | Segon               | Tercer              |
| ------------------------ | ------------------- | ------------------- | ------------------- |
| Pomona Valley Stage Race |                     |                     |                     |
| 2000                     | Jamie Paolinetti    |                     |                     |
| 2001                     | Chris Walker        |                     |                     |
| 2002                     | Hilton Clarke       |                     |                     |
| 2003                     | Tom Danielson       | Christopher Horner  | Jonathan Vaughters  |
| 2004                     | Christopher Horner  | Eric Wohlberg       | Chris Wherry        |
| San Dimas Stage Race     |                     |                     |                     |
| 2005                     | Scott Moninger      | Gordon Fraser       | Karl Menzies        |
| 2006                     | Heath Blackgrove    | Christopher Baldwin | Trent Wilson        |
| 2007                     | Scott Moninger      | Philip Zajicek      | Matt Cook           |
| 2008                     | Cameron Evans       | Óscar Sevilla       | Benjamin Day        |
| 2009                     | Benjamin Day        | Phillip Gaimon      | Christopher Baldwin |
| 2010                     | Benjamin Day        | Sid Taberlay        | Paul Mach           |
| 2011                     | Benjamin Day        | Matt Cook           | Tyler Wren          |
| 2012                     | Andy Jacques-Maynes | Joseph Schmalz      | Rob Britton         |
| 2013                     | Janier Acevedo      | Matt Cooke          | Carter Jones        |
| 2014                     | Clément Chevrier    | Coulton Hartrich    | Daniel Eaton        |
| 2015                     | Emerson Oronte      | Gregory Brenes      | Timothy Rugg        |
| 2016                     | Janier Acevedo      | Brandon McNulty     | Neilson Powless     |
| 2017                     | Connor Brown        | Jordan Cheyne       | Robin Carpenter     |

## Palmarès femení
| Any  | Vencedora               | Segona                    | Tercera                   |
| ---- | ----------------------- | ------------------------- | ------------------------- |
| 2000 | Amber Neben             |                           |                           |
| 2001 | Carla Koehler           | Riley McAlpine            | Tamara Williamson         |
| 2002 | Christine Thorburn      | Kristin Armstrong         | Jennifer Stevens          |
| 2003 | Geneviève Jeanson       | Amber Neben               | Susan Palmer-Komar        |
| 2004 | Lynne Bessette          | Susan Palmer-Komar        | Kristin Armstrong         |
| 2005 | Erinne Willock          | Kristin Armstrong         | Kimberly Bruckner Baldwin |
| 2006 | Kristin Armstrong       | Kimberly Bruckner Baldwin | Alisha Lion               |
| 2007 | Meredith Miller         | Lauren Tamayo             | Kori Kelly-Seehafer       |
| 2008 | Kimberley Anderson      | Alexis Rhodes             | Mara Abbott               |
| 2009 | Ina-Yoko Teutenberg     | Mara Abbott               | Catherine Cheatley        |
| 2010 | Ina-Yoko Teutenberg     | Mara Abbott               | Evelyn Stevens            |
| 2011 | Amber Neben             | Amanda Miller             | Heather Logan-Sprenger    |
| 2012 | Kristin Armstrong       | Clara Hughes              | Joelle Numainville        |
| 2013 | Mara Abbott             | Amber Neben               | Brianna Walle             |
| 2014 | Carol Ann Canuel        | Tayler Wiles              | Amber Neben               |
| 2015 | Amber Neben             | Brianna Walle             | Allie Dragoo              |
| 2016 | Kristin Armstrong       | Kathryn Donovan           | Jessica Cutler            |
| 2017 | Kristabel Doebel-Hickok | Marcela Prieto            | Verónica Leal             |